# (12386) Nikolova
(12386) Nikolova (1994 UK5) – planetoida z pasa głównego asteroid okrążająca Słońce w ciągu 4,8 lat w średniej odległości 2,84 j.a. Odkryta 28 października 1994 roku.